# Leonida Brezeanu
Leonida-Constantin Brezeanu, născut Leonida-Constantin Vasilescu, (n. 28 octombrie 1938, Teișani, județul interbelic Prahova, România) este un dirijor, compozitor și etno-muzicolog român, membru corespondent al Academiei Americano-Române de Arte și Științe din U.S.A și Canada (din anul 2000).

## Familia
S-a născut la 28 octombrie 1938 în comuna Teișani din județul Prahova, ca fiu al soților Emil și Ștefania Vasilescu, și a purtat inițial numele Leonida-Constantin Vasilescu. Părinții săi aveau preocupări muzicale: tatăl său, Emil St. Vasilescu, era profesor de vioară și de cor, iar mama, Ștefania Brezeanu, învățătoare. A locuit pe str. Ana Ipătescu nr. 10 din Ploiești. În aprilie 1974 a solicitat schimbarea numelui său de familie din Vasilescu în Brezeanu și a devenit Leonida-Constantin Brezeanu.
Este căsătorit cu Valeria Brezeanu și are doi fii: Ondin Brezeanu, violonist-solist, la Orchestra Națională a Libanului și Profesor de vioară la Conservatorul Superior Național de Muzică din Beirut, și Zefir Georgian Brezeanu, solist, clarinetist, membru în orchestra simfonică a Filarmonicii ”Paul Constantinescu” din Ploiești, doctorand al Universității Indiana din Bloomington-SUA.

## Studii
A urmat studiile medii la Liceul Teoretic „Ion Luca Caragiale” din Ploiești, promoția 1956. În perioada 1956-1958 a studiat teoria muzicii și armonia, în particular, la recomandarea prof. Emilia Comișel, cu compozitorii Dumitru Milcoveanu și Paul Constantinescu. După absolvirea liceului a urmat studii de specialitate la Institutul de limbă rusă „Maxim Gorki” din București (1956-1959). Între anii 1958-1963 și-a completat educația muzicală ca student la Conservatorul de Muzică „Ciprian Porumbescu” din București, sub îndrumarea unor maeștri ca dr. Ioan Șerfezi și dr. Dragoș Alexandrescu (teorie muzicală și solfegii); Emilia Comișel (folclor); Gheorghe Dumitrescu (armonie); dr. Zeno Vancea și Dinu Ciocan (contrapunct); Tudor Ciortea și Miriam Marbé (Forme muzicale), Ioan D. Vicol, D. D. Botez, Ion Marian (dirijat), Alfred Mendelsohn și Tiberiu Olah (asistent), clasa de compoziție-1958-1960, Gabriela Sachelarie (Istoria muzicii vechi), dr. Octavian Lazăr Cosma (istoria muzicii românești).

## Premii
- Premiul I la Concursul de creație corală, Giurgiu, România (1979)
- Premiul I la Concursul Național Cântarea României (1981, 1983, 1987, 1989) pentru muzica operetelor Toamna se numără... bobocii și muzicalul Cu cine am  onoarea? (compuse în colaborare cu compozitorul Florin Comișel pe un libret de Cezar Țipa), și opereta-vodevil Papură Vodă

## Distincții
- Medalia Meritul cultural clasa a II-a, acordată de Guvernul Republicii Socialiste Romania, Ministerul Culturii și Educației Socialiste (1979)
- Insigna Evidențiat în munca culturală de masă (dirijor de orchestră), acordată prin Dispoziția Ministerului Culturii și Educației socialiste, nr.805 din 21 dec. 1981
- Diploma de onoare pentru activitatea cultural artistică desfășurată în anii 1978-1980, oferită de Comitetul pentru cultură și Educație socialistă al jud. Prahova
- Diploma de onoare acordată la Festivalul Internațional de la Akcaabat, Turcia (1999)
- Diploma de onoare acordată la Festivalul Internațional de la  Antikyras, Grecia (1999)
- Diploma de onoare acordată  cu  ocazia  aniversării  a  40 de ani a Ansamblului folcloric Prahova al Palatului Culturii din

Ploiești, 16 dec. 1995
- Diploma de excelență acordată de Televiziunea Română - București, Programul „Tezaur Folcloric”, producător Marioara Murărescu, 18 aprilie 2000
- Diploma de onoare acordată cu prilejul celei de a 50 aniversări  a Filarmonicii de Stat „Paul Constantinescu” din Ploiești (2002)
- Diploma de onoare acordată de Primăria Municipiului Ploiești, pentru contribuția deosebită în descoperirea și valorificarea talentelor in domeniul domeniul folclorului și pentru activitatea depusă cu orchestra „Flacăra Prahovei” pentru integrarea în viața cultural-artistică a Municipiului Ploiești, 24 noiembrie  2002
- Diploma de excelență pentru întreaga activitate dedicată, cu exemplar profesionalism, pasiune și dăruire, promovării  valorilor perene ale culturii și artei în procesul de educație permanentă a publicului iubitor de frumos din teritoriul fostei Regiuni Ploiești 1952-1968 și al județului Prahova după 1968, acordată de Direcția județeană pentru cultură, culte și patrimoniu cultural național Prahova, Cenaclul Muzical „Paul Constantinescu” - Ploiești (2005)
- Diploma de excelență acordată de Guvernul României pentru palmaresul realizat în domeniul educației și poziția de excelență deținută în galeria de olimpici ai școlii românești (15 oct. 2008)

## Activitate

### Cronologie
1961-1970 - dirijor de orchestră și folclorist-orchestrator la Orchestra Populară „Flacăra Prahovei” a Filarmonicii de stat din Ploiești.
1962-1964 - dirijor secund, membru fondator al Orchestrei Simfonice a Sindicatelor din Ploiești (prim- dirijor Carol Nicolae Debie).
1970-1974 - profesor de pian la Liceul de Muzică din Ploiești. În decembrie,1974 transferat, cu rezervarea catedrei, la Comitetul județean de cultură și Educație socialistă Prahova, în funcția de Instructor cu Probleme de  Muzică și ulterior director, la Centrul de îndrumare a creației populare și a mișcării artistice de amatori din jud. Prahova.
1970-1974 - dirijor al Ansamblului de cântece și dansuri al Casei de Cultură din Câmpina (prezent în numeroase spectacole în localitățile prahovene.5 emisiuni radio și TV București).
1972 - turneu artistic în Polonia, cu Teatrul de păpuși Ciufulici din Ploiești cu spectacolul „Punguța cu doi bani” (în calitate de compozitor al muzicii).
1972 - Delegat al României la Festivalul Internațional al teatrelor de păpuși, la Opole, Polonia, împreună cu regizorul Cristian Mihalache, scenograful Irina Borovschi și actrița-scenograf Marcela Fenato.
1973 - muzica spectacolului „Czolowek z czerwona parasole” (Omul cu umbrela roșie) de Titel Constantinescu, la Teatrul de păpuși din Walbrzych, Polonia.
1974 - transferat de la Liceul de Muzică- cu rezervarea catedrei,-  la Centrul județean de îndrumare a creației populare și a mișcării artistice de masă Prahova, în calitate de instructor metodist cu probleme de muzică.
1974 - ales secretar al Asociației de folclor a județului Prahova-(Președinte Prof. univ. Emilia Comișel, vice-președinte Prof. Costel Manolache).
1976-ales Secretar al Cenaclului „Paul Constantinescu” al compozitorilor prahoveni.(Președinte de onoare Generalul major Dinu Stelian-Artist al Poporului; Președinte activ până în 1985, compozitorul artist emerit Florin Comișel, iar din 1985 președinte activ compozitorul Zaharia Popescu. Vice-președinți Alexandru Bădulescu-muzicolog, compozitorul Aurel Giroveanu.
1976 - iulie, Turneu artistic ca dirijor al Ansamblului folcloric „Prahova” coregraf Dumitru Pârvu, de pe lângă Palatul Culturii din Ploiești, la Tarcento, Italia.
1977 - iulie, Turneu artistic ca dirijor al Ansamblului „Prahova” la Messina-Italia.
1977-membru în Juriul național de specialitate la Festivalul ”Cîntarea României”-secțiunea teatre de estradă profesioniste.
1977 - Director artistic în turneul de la Varna Bulgaria cu Corala feminină „Camerata” a Palatului de Cultură din Ploiești, dirijor Prof. Gheorghe Ionescu.
1979 -Turneu artistic la Zacopane - Polonia, în calitate de Conducător artistic al Ansamblului ”Crăițele” din Valea Doftanei împreună cu Marga Comisu-Dumitrescu, coregraf. Marele Premiu „Toporașul de Aur” la Concursul Internațional de folclor de la Zacopane - Polonia.
1996-Turneu în Turcia asiatică la Accabad (Acciabad) cu Ans. Marama
1990-Turneu artistic cu Ansamblul folcloric „Dacia”, condus de solista Maria Tănase Marin, în Italia.
1996-Turneu la Millau-Franța cu ansamblul folcloric”Marama”din Ploiești
1999-2000-2001-2002Turneu la Karditsa-Grecia, cu ansamblul ”Marama”
2003-Turneu în Polonia cu Ansamblul folcloric „Marama”-Ploiești
1977-1983 instructor cu probleme de muzică și de la 30 dec.1977director al Centrului județean de îndrumare a creației populare și a mișcării artistice de masă-Prahova (CJÎCPMAM).
1983 - detașat caInstructor principal cu probleme de artă la Comitetul de Cultură al jud. Prahova.
1987-Membru al juriului interjudețean-secția teatre profesioniste de revistă și de estradă-în cadrul Festivalului Național „Cântarea României”-secțiunea muzică pop
1961-1990-280 concerte si spectacole de muzică populară dirijate în emisiunile TV(„La portița dorului”, ”Un cântec pentru fiecare”, ”Cântați cu noi” etc...)
1961-2005,-180minute imprimate, cu Orchestra ”Flacăra Prahovei”, Orchestra Radio București, Orchestra ansamblului „Prahova”, cu soliștii Aurel Bănică,IleanaSărăroiu
PetreSăbădeanu,IleanaConstantinescu,GeorgetaAnghel,TitaBărbulescu Lucia Filimon, Dan Moisescu, Ica Blidaru, Ioana Șerban, Maria Necula,  Ana Toma, Lucia Habără, Nicolae Vicol, Victor Vrânceanu, Maria Crăciun, Tita Maria Văduva, etc...
1990-2009 transferat în calitate de profesor de canto popular tradițional și pian, la Liceul de Arte din Ploiești.
1994 decembrie 15,-1 februarie 2005 Director executiv la Societatea Tehnico-Științifică și Social Culturală „Marama” din Ploiești și director artistic și dirijor la Ansamblul folcloric „Marama”.
2000 - Pensionat la cerere, de la Liceul de Artă din Ploiești.
2005-2009 – reîncadrat profesor de Etnografie și folclor muzical și canto popular tradițional la Liceul de Artă din Ploiești.

### Opera muzicală
LUCRĂRI DE SCENĂ 
- Muzică la spectacolul ”SERENADA DIN VALEA PRAHOVEI”, text Bob Friedman și Harry Eliad și Titi Dumitrescu, regia Harry Eliad, coregrafia Marcela Țimiraș, muzica Laurențiu Profeta, Aurel Giroveanu, Edmond Deda, Leonida Brezeanu, Titi Dincă și Paul Ionescu. Premieră la Teatrul de Estradă Ploiești, 1981, dirijor Paul Ionescu.
- Spectacolul “CINE-A NĂSCOCIT IUBIREA” concert-spectacol de Victor Bîrlădeanu și Titi Dumitrescu,regia Harry Eliad, dirijor Paul Ionescu. Muzica:N.Chirculescu,Florentin Delmar,Edmond Deda,Marius Țeicu,Nelu Danielescu și Leonida Brezeanu (cântecul“Ai venit când se-ntorceau cocorii”versuri Nicolae Stanciu,solistă Mioara Voicu).Premieră 1980,la Teatrul de Estradă Ploiești (vezi cronica în rev.”Săptămâna” de Doru Popovici
- Spectacolul-concert CU CĂRȚILE PE FAȚĂ” de Sandu Anastasescu,premieră în 1982,la Teatrul de Estradă din Ploiești,dirijor Paul Ionescu,regizor Harry Eliad,coregrafia Marcela Țimiraș. Muzica  și Leonida Brezeanu (solistă Mioara Voicu)
- Opereta-farsă populară “TOAMNA SE NUMĂRĂ…BOBOCII”,în 2 acte,libretul Cezar Țipa,premieră la Teatrul Popular  Lipănești-Prahova la data de 15 mai 1983.Spectacol distins cu Premiul I și Medalia de Aur la Festivalul-Concurs National”Cântarea Romaniei”ed.1983.

```
Muzica Florin Comișel și LeonidaBrezeanu,Coregrafia Marcela Țimiraș Regia artistică Lucian Bădulescu,Scenografia Victor Munteanu.
```

- Muzicalul “CU CINE AM ONOAREA?...,libretul Cezar Țipa,muzica Florin Comișel și Leonida Brezeanu,la Teatrul Popular din Slănic-Prahova,la 22mai 1983.Regia HarryEliad și Bob Friedman ,Coregrafia Marcela Țimiraș,Conducerea muzicală Leonida Brezeanu.Spectacol distins cu Premiul I și Medalia de Aur la Festvalul Național”Cîntarea Romîniei”
- Comedia muzicală” OLIMPIADA VESELIEI” libretul Bob Friedman și Harry Eliad, scenografia Irina Borovschi ,muzica Aurel Giroveanu și Leonida Brezeanu.Premierea 15 martie 1984,la salaTeatrului de Estradă Ploiești.
- În spectacolul “AVENTURI L A HANUL PIRAȚILOR”,melodia “Dac-ar fi să aleg într-o zi”,pe versurile lui Corneliu Șerban,solistă Graziela Chițu,dirijor ,dirijor Viorel Gavrilă,premiera 4.o3.1987,Teatrul de Estradă din Ploiești.
- Opereta-vodevil “PAPURĂ VODĂ”după un text de Iorgu Caragiale,  regia Constantin Fugașin scenografia Constantin Rusu, coregrafie și mișcare scenică Liliana Tudor. la Teatrul Popular din Slănic-Prahova, premiera pe23 mai.1987.Spectacol distins cu Premiul I pe țară în 1987,la Editia a VI-a a Festivalului Național”Cîntarea Romîniei”(“Țucu Parhon-critic de teatru:”cu condiția ca spectacolul să fie scos definitiv din repertoriu”-fără nici o explicație...
- Spectacolul”CU MODA NU-I DE GLUMIT”revistă muzicală de Nicolae Dumitrescu,muzica Leonida Brezeanu,Viorel Gavrilă și Ilie Nicolov.    Regia Leonida Brezeanu și Gh.Jigărea,scenografia Gh.Năsulea,coregrafia Liliana Zincă.Premiera la Colectivul de estradă al Intreprinderii de Anvelope “Victoria”Florești-Prahova,distins cu Premiul III pe țară la Festivalul Național “Cîntarea Romîniei”,ed.a VI-a 1987.
- Muzică la spectacolul (în limba poloneză)“CZOLOWEK z CZERWONA PARASOLE”“(citește:Ciuovek z cervonom parasolem)”Omul cu umbrela roșie” de Titel Constantinescu,la Tetrul de păpuși din Walbrzych-Polonia.

Premiera în 1974.Regia artistică Cristian Mihalache,scenografia Irina 
Borovski,creator  păpuși Marcela Fenato.
MUZICĂ INSTRUMENTALĂ și VOCALĂ:
SUITA I-a pentru orchestră simfonică (teme din musicalul”Cu cine am onoarea?)  de Fl.Comișel și L.Brezeanu)primă auditie in concertul din 22 aprilie 1986 la Filarmonica“Paul Constantinescu,din Ploiești,
dirijor Dorin Frandeș-(din Arad)
DIVERTISMENT pentru orchestră de coarde,op.7,p.a. Orchestra de Cameră a Palatului Culturii din Ploiești,dirijor Mircea Vasilescu,1985.
SOLO FOR COMPETITION (Solo pentru concurs) pentru flaut solo,op.10
Tipărită de Editura Liber Art.Ploiești
SUITA I-a pentru chitară solo,imprimare în CARDEX, la RADIO București,solist Cătălin Ștefănescu.piesa 1.Prelude și Allegreto,imprimată pe CD solist prof.Drd  Corneliu Voicescu  la Universitatea”Transilvania” din Brașov.
SUITA a-II-a pentru chitară solo
SUITA a III-a pentru chitară solo
SUITA a IV-a pentru chitară solo,tipărită de Editura Premier-Ploiești 2005,Ploiești
SUITA  pentru PIAN op.1,1959
SUITA PENTRU PIAN op.2,1959
DOUĂ CÂNTECE pentru bariton și pian op.19,anul1993
Trei piese românești pentru fagot și pian,op,21,1993
BAGATELE pentru pian,op.4.,1962
DOUĂ PIESE pentru oboi și pian ,1993
SUITA aII-a pentru Orchestră simfonică,(teme din opereta “Toamna se numără ..bobocii…!”de Florin Comișel și Leonida Brezeanu)revizuită,2008.
TORNADO pentru chitară solo,op.27.imprimare pe Casetă audio și CD solist Iulian Anghel.1999 editor STSSC”Marama” Ploiești,1999.tipărită la Editura “Premier” din Ploiești.
TREI CÂNTECE  pentru voce și orchestră simfonică.primă audiție baritonul Vasile Micu și Orchestra Simfonică a Filarmonicii de Stat din Ploiești,dirijor George Petrescu,1963.
ALBUM PENTRU BEBECO-piese ușoare pentru pian,06.07.2007
PIESE pentru trio de clarineți
MUZICĂ PENTRU  COR
-selectiv-
“FLOAREA MUNCII”(Flower of the work)versuri Dumitru Corbea,p.a. 
Corul Conservatorului de muzică din București (dirijor Tiberiu Ungureanu,)19 mai.1959,sala Dalles.Publicată în mai 1977 la Ploiești.
“LIBERI ÎN VECI”(For ever free)versuri Nicolae Dumitrescu,cor 4 voci,acompaniat de pian.p.a.5 dec.1976,Corul Armatei din Ploiești,      dirijor maior Constantin Juga.Tipărită în volumul “Oamenilor,cântecele noastre”,1978,Ploiești.
“SĂ FĂURIM A VIEȚII FRUMUSEȚE”(For the beauty of life)
Versuri de N.Dumitrescu,pentru cor mixt pe 4 voci,publicat în volumul
“Patrie nemuritoare”,în 1977,Ploiești.Imprimare Radio București la 23 martie 1986.
“SUNTEM AICI,PENTRU TOTDEAUNA”(Country for ever”),publicat de ziarul Flamura Prahovei ,din Ploiești,mai 1977.
“CINSTIRE MUNCII”(Homage to work)cor pe 4 voci,versuri Nicolae Dumitrescu,publicată în culegerea corală “Din cântecele noastre”,1981.
“S-A LEGAT DORUL DE MINE” cor bărbătesc,p.a Corul I.P.P.G din Câmpina,dirijor Huba Bertalan.

LUCRĂRI TIPĂRITE
1.VOTĂM VIITORUL-culegere de texte și cîntece pentru formațiile artistice,în colaborare cu C.Manolache și Nicolae Dumitrescu,editată de C.J.Î.C.M.A.M-Prahova.,Ploiești,1975.
2.DE PE PLAIURI PRAHOVENE-culegere de folclor muzical și literar,în colaborare cu Costel Manolache.Ed.C.J.Î.C.A.Amatori,1977.Ploiești
3.PATRIE NEMURITOARE-culegere de coruri patriotice,muncitorești și revoluționare,cu note bio-bibliografice,în colaborare cu Al.I.Bădulescu.Editor Comitetul de cultură și educație socialistă-Prahova 1977.
4.MÎNDRĂ FLOARE-I PRAHOVA antologie de folclor musical contemporan.Editată de Comitetul de cultură și educație socialistă Prahova-Ploiești1978,vol.I și vol.II în 1979.
5.OAMENILOR,CÎNTECELE NOASTRE culegere de coruri,în colaborare cu Al.I.Bădulescu,editată de Comitetul de cultură,Ploiești-1978.
6.FLORI DIN PRAHOVA culegere de prelucrări corale,în colaborare cu Al.I.Bădulescu,Ploiești,1979.
7.CINSTIRE ACESTUI TIMP culegere de coruri ,în colaborare cu Al.I.Bădulescu.Ploiești 1983.
8.CELE MAI ÎNDRĂGITE CÂNTECE-antologie-culegere de folclor muzical ,vol.1,mai,2006,Ploiești
9.CURS DE INIȚIERE ÎN ETNOGRAFIE ȘI FOLCLOR MUZICAL pentru elevii școlilor și liceelor de artă anul I și II-(2008,martie)
10.METODA-ÎNVĂȚAȚI CHITARA ÎN  48 ORE-an I

### Afilieri
- Membru Corespondent al Academiei Americano-Română de Arte și Științe-din USA și Canada (din iunie  2000)
- Membru de Onoare al F.C.N.F (Federației Comitetelor Naționale Organizatoare a Festivalurilor din Franța (1995-1996)

## Articole publicate
- Din viața muzicală a Orașului Ploiesti. Flamura Prahovei, 31 martie 1964
- Despre  repertoriul și performantele orchestrei "Flacara Prahovei" 12 martie 1967
- Bogată agenda culturală, Ploiesti, 2 iunie 1971
- Diletantismul grupurilor folclorice profesioniste este o elocventă carență. Scînteia. 3 octombrie 1967, București.
- Posibilitati  nevalorificate  in  dezvoltarea miscarii artistice de amatori. Ploiesti, 12 septembrie 1971
- Pentru o valorificare mai atenta a folclorului muzical din Prahova. Ploiesti, 1 decembrie 1973
- Concertul compozitorilor din Prahova, 13 noiembrie 1976 Ploiești.
- Concerte simfonice pentru marele public 10 august 1962, Ploiești
- Audience – Our Main Issue (Un contact mai strâns cu publicul) in the Banner of Prahova, April, 1978, Ploiești
- Contributie la cunoașterea cântecului folcloric tradițional din zona folclorică Prahova, Buzău, Târgoviște
- Modalitati de valorificare a folclorului de către orchestrele profesioniste. București, mai 1961
- Specificul cântecului folcloric din Prahova, 15 mai 1998, Ploiești
- Cântecul de dragoste în folclorul tradițional din Prahova, oct. 1987, Ploiești
- N.Iorga preocupări în valorificarea ethnofolklorului românesc, 1986, Ploiești.
- Dezvoltarea  școlii  de  chitară  clasică  în  România - PloieȘti, martie 1997
- Jazzul În continuă evoluție în România, Ploiești, 16 mai 2000
- Obiceiuri tradiționale de iarnă la poporul român, Ploiești, 26 decembrie 2000

## Cărți publicate
- De pe plaiuri prahovene, Ploiești, 1977;
- Mândră floare-i Prahova, Ploiești, 1978-79;
- Cinstire acestui timp, Ploiești, 1983;
- Flori din Prahova, Ploiești, 1979;
- Patrie nemuritoare, Ploiești 1977;
- Votăm viitorul, Ploiești, 1975;
- CELE MAI INDRĂGITE CÂNTECE – “The most famous traditional folk songs” – Collection for the youth and students in The Arts Highschools, Editor "MARAMA" – Cultural Foundation, Ploiești, mai 2000
- CURS  de inițiere în ETNOGRAFIE  și  FOLCLOR  MUZICAL pentru elevii Liceelor  de  artă  și   Școlilor  de  Artă, uz intern, Biblioteca Liceului de Artă Ploiești (2006).
- COLECȚIA  BREZEANU - album cu modele  de  broderie culese de  pe   Valea  Teleajenului, Editat de  S.T.S.S.C Marama, Ploiești (2003)

## Compoziții muzicale
Excerpts: from “ Musicians from Romania” vol I, by PH.D, Viorel Cosma. 
Ed. Music Publishing House of The Composers and Musicologists Union – Bucharest, 1989, Romania (pag.214-215)
1.“Pupăza din tei” libretto:Adrian Voica (Ion Creangă), (1961)
2. Papură Vodă libretto Iorgu Caragiale, 8 mai 1987, Ploiesti
3. Cu cine am onoarea? libretto Cezar Tipa;
4. Olimpiada veseliei
5. Toamna se numără bobocii
6. Vulpoiul incălțat
Serenada din Valea Prahovei
7. Cu cărțile pe față
8. Omul cu umbrela rosie
9. Cine a născocit iubirea?